# 莫桑比克地理

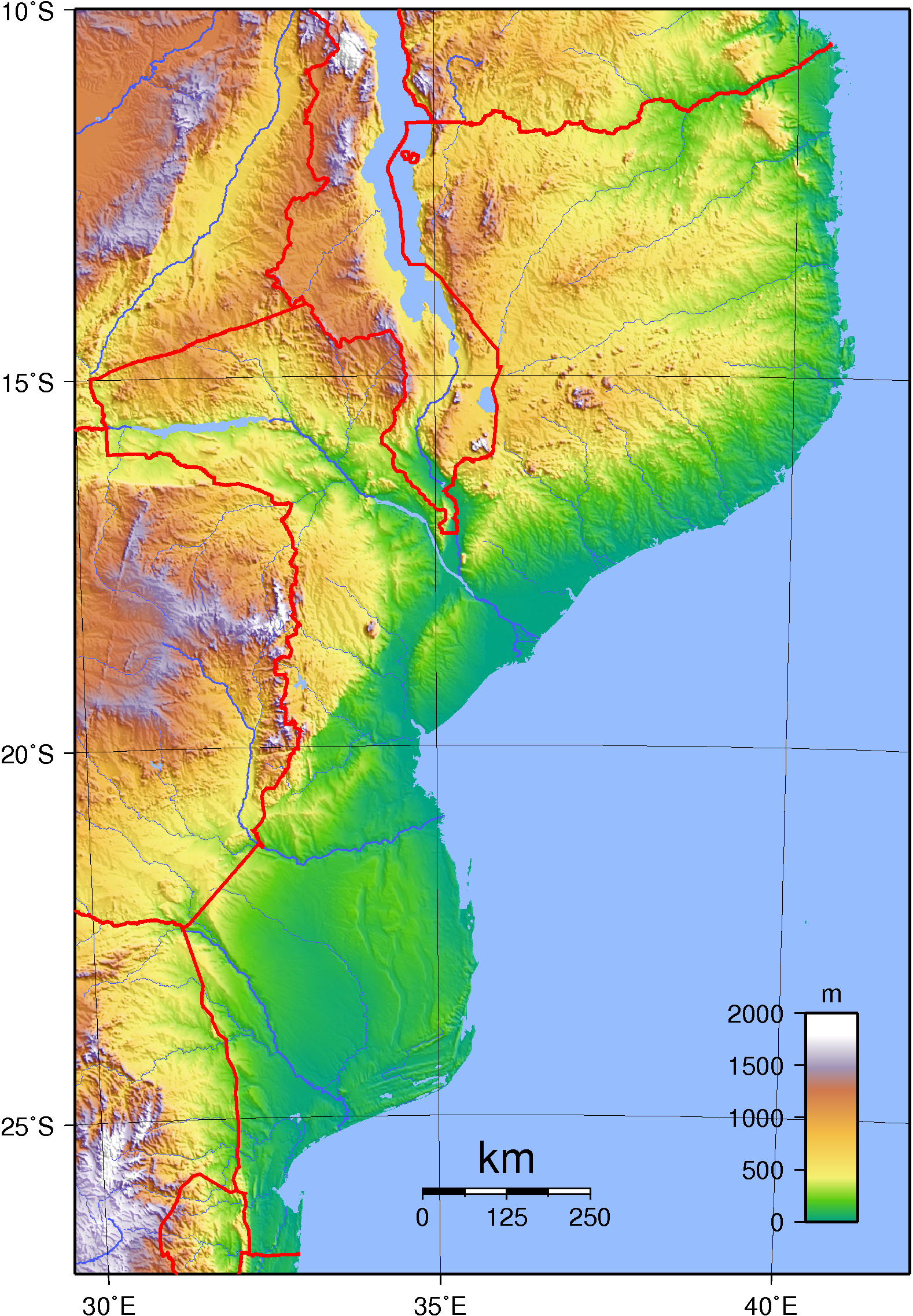
莫桑比克地形圖

莫桑比克的地形在沿海以低地為主，中部為高地地形，西北部是高原地形，西部亦有山脈。莫桑比克位於非洲東南海岸，馬達加斯加島的西側。莫桑比克屬於熱帶氣候，全年有兩個季節。10月至3月是雨季，4月至9月是旱季。
莫桑比克的海岸線以沙灘為主，沿岸多潟湖。莫桑比克的主要河流有贊比西河和林波波河。全境最高峰是賓加山，海拔高度2,436米。